# Nectopsyche muhni
Nectopsyche muhni är en nattsländeart som först beskrevs av Luisa Eugenia Navas 1916.  Nectopsyche muhni ingår i släktet Nectopsyche och familjen långhornssländor. Inga underarter finns listade i Catalogue of Life.